# 옛 사람

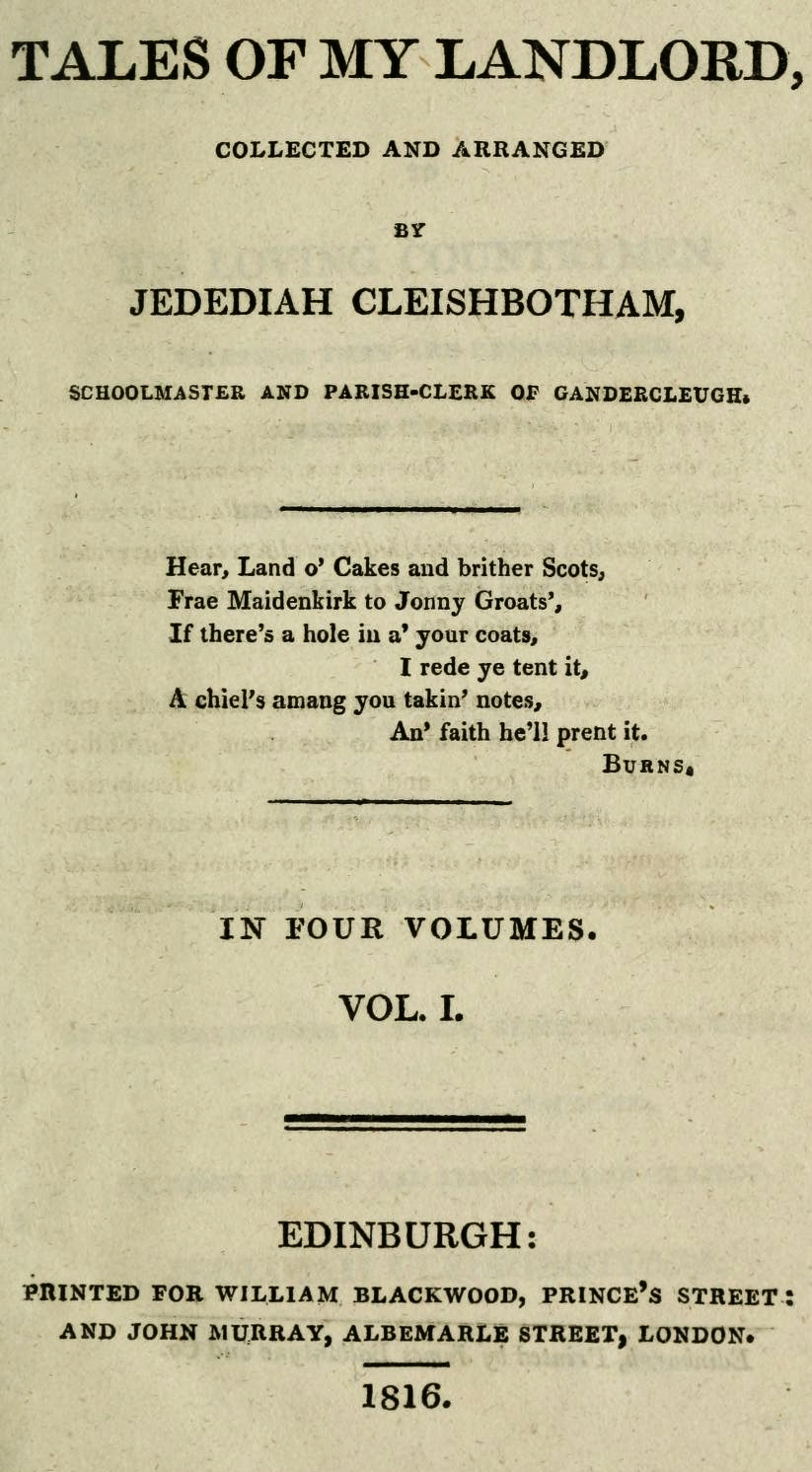

옛 사람(Old Mortality)은 월터 스콧이 쓴 《웨이벌리》 전집소설 중의 하나로, 스코틀랜드의 남서부에서 18세기에 일어난 일을 배경으로 하는 역사소설이다. 특히, 언약도가 루돈 언덕에서 승리를 거둔 것을 묘사하며 킬러크렌키에서의 왕정파의 패배를 결말로 한다. 스콧의 원문 제목은 《옛 사람의 이야기》였으나, 대부분의 참고문헌에서 축약이 되었다.